# Tadeusz Kubit
Tadeusz Kubit (ur. 2 września 1924 w Krośnie, zm. 17 stycznia 2015 tamże) – pułkownik pożarnictwa. Komendant Powiatowy i Wojewódzki Straży Pożarnych w Krośnie.

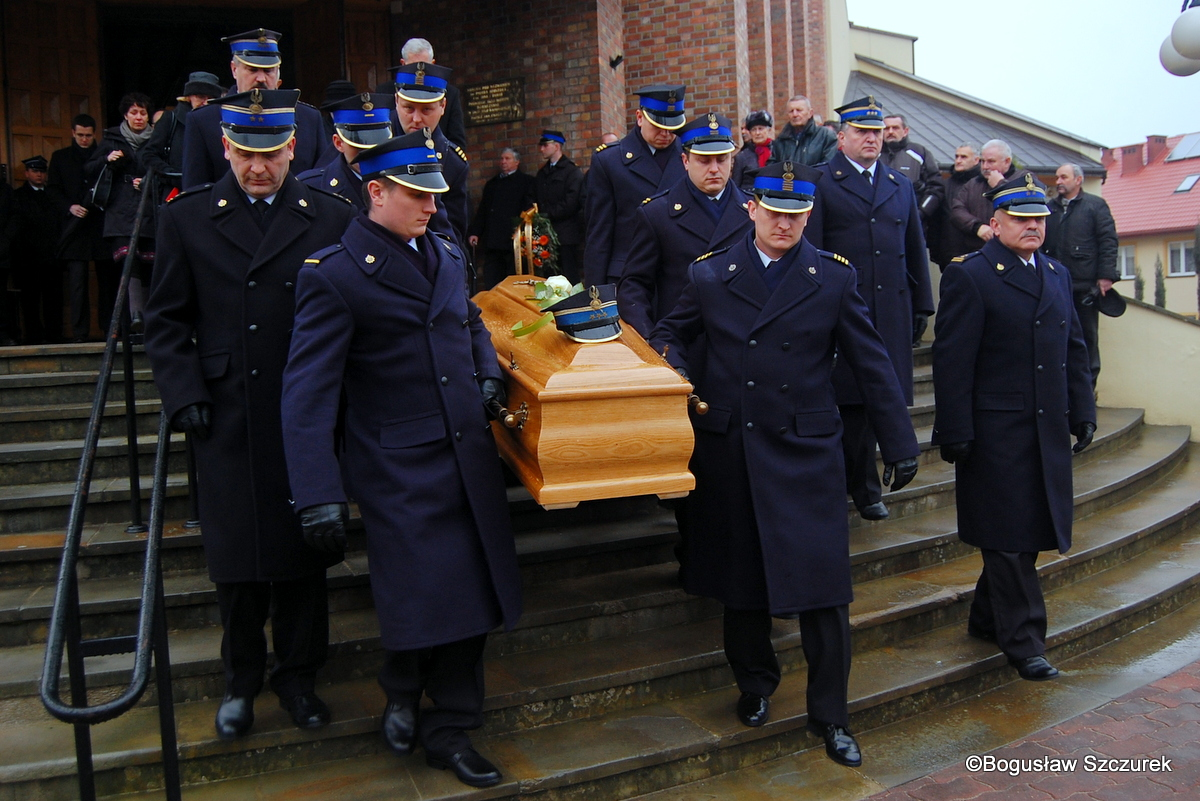
Pogrzeb Tadeusza Kubita

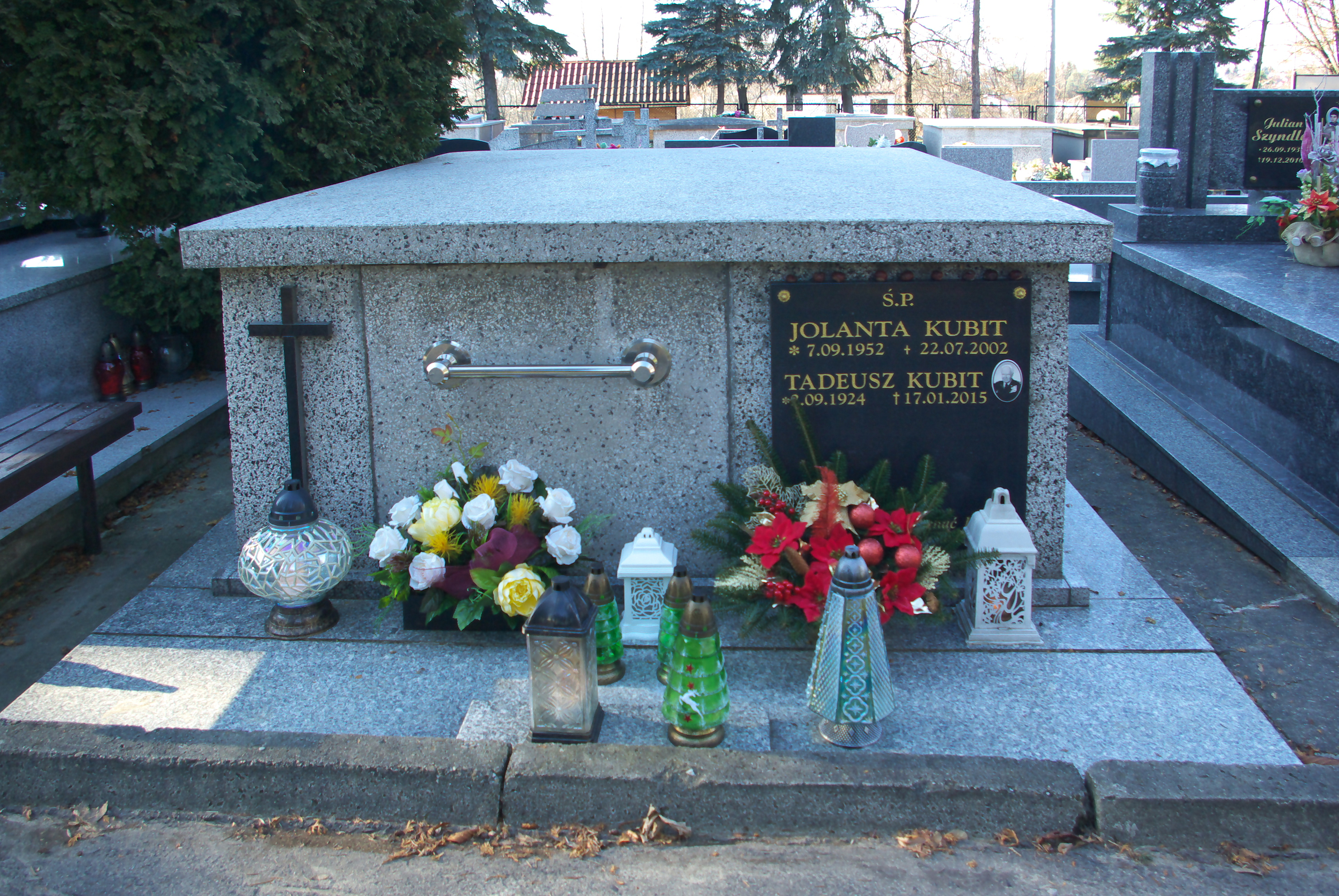
Grobowiec Tadeusza Kubita

## Życiorys
W 1938 roku, w wieku 14 lat wstąpił w szeregi Ochotniczej Straży Pożarnej w miejscowości Suchodół, obecnie dzielnicy Krosna. 15 września 1944 roku podjął pracę w jednostce Zawodowej Straży Pożarnej w Krośnie na stanowiskach kolejno strażaka, dowódcy sekcji i kierowcy. Po odbyciu kursu podoficerskiego (w 1947 roku, po ukończeniu kursu starszych podoficerów w Nysie, otrzymał stopień ogniomistrza pożarnictwa) i ukończeniu Szkoły Oficerów Pożarnictwa w Warszawie Tadeusz Kubit pełnił w latach 1952–1975 funkcję Powiatowego Komendanta Straży Pożarnych w Krośnie. W tym okresie tworzył zręby profesjonalnej i ochotniczej ochrony przeciwpożarowej na terenie całego ówczesnego powiatu krośnieńskiego. Dzięki jego zaangażowaniu w roku 1962 oddano do użytku nową strażnicę Zawodowej Straży Pożarnej w Krośnie, jedną z najnowocześniejszych strażnic w tym okresie w Polsce. Służy ona, po szeregu modernizacji, krośnieńskim strażakom do dziś. Tadeusz Kubit był w tym czasie również inicjatorem tworzenia szeregu jednostek ochotniczych straży pożarnych i budowy wielu strażnic. Organizował dla tych jednostek szkolenia i zawody sportowo-pożarnicze, uznając je za jedną z podstawowych form podnoszenia kwalifikacji zawodowych i nabywania niezbędnych umiejętności praktycznych.
W latach 1975–1989, czyli do czasu przejścia w stan spoczynku, Tadeusz Kubit kierował ochroną przeciwpożarową utworzonego – na skutek zmian w podziale administracyjnym państwa – województwa krośnieńskiego, pracując na stanowisku komendanta wojewódzkiego straży pożarnych. Ówczesną ochronę przeciwpożarową województwa tworzyły: komenda wojewódzka, 6 komend rejonowych i 6 zawodowych straży pożarnych, 6 zakładowych zawodowych straży pożarnych, kilka zakładowych ochotniczych straży pożarnych oraz ponad 400 jednostek terenowych ochotniczych straży pożarnych, dysponujących kilkutysięcznym zespołem strażaków.
W grudniu 1989 roku Tadeusz Kubit odszedł na emeryturę, jednak do końca życia aktywnie uczestniczył w działalności strażactwa ochotniczego oraz służył mu swoją wiedzą i doświadczeniem. Piastował godność Prezesów Honorowych: Zarządu Powiatowego Związku Ochotniczych Straży Pożarnych Rzeczypospolitej Polskiej w Krośnie oraz Ochotniczej Straży Pożarnej w Suchodole, jednostki, w której rozpoczynał swą pracę w pożarnictwie. Był wychowawcą wielu pokoleń krośnieńskich strażaków.
22 stycznia 2015 roku został pochowany na Cmentarzu Komunalnym w Krośnie.

## Odznaczenia
Za swą wieloletnią służbę odznaczony został wieloma odznaczeniami państwowymi, resortowymi i korporacyjnymi, m.in.:
- Krzyż Komandorski z Gwiazdą Orderu Odrodzenia Polski[8]
- Złoty Medal „Za zasługi dla obronności kraju”
- Złoty Znak Związku Ochotniczych Straży Pożarnych Rzeczypospolitej Polskiej
- Złoty Medal Za Zasługi dla Pożarnictwa
- Srebrny Medal Za Zasługi dla Pożarnictwa
- Brązowy Medal Za Zasługi dla Pożarnictwa
- Odznaka Za zasługi w zwalczaniu powodzi
- Wpis do „Księgi zasłużonych dla województwa krośnieńskiego” (1982)[9]